# Ferdinand Taluet
Ferdinand Taluet né le 13 novembre 1820 à Angers et mort le 12 janvier 1904 à Urou-et-Crennes est un sculpteur français.

## Biographie
Élève du peintre Jean-Michel Mercier, dans sa ville natale, et plus tard, du sculpteur David d'Angers, à l'École des beaux-arts de Paris, Ferdinand Taluet a exposé à la plupart des Salons depuis 1848 jusqu’à 1895, obtenant une médaille en 1865 avec son Brennus apporte la vigne, inspiré par les vers de Béranger :
Brennus alors bénit les cieux,

Creuse la terre avec sa lance,

Plante la vigne, et les Gaulois joyeux

Dans l’avenir ont vu la France.

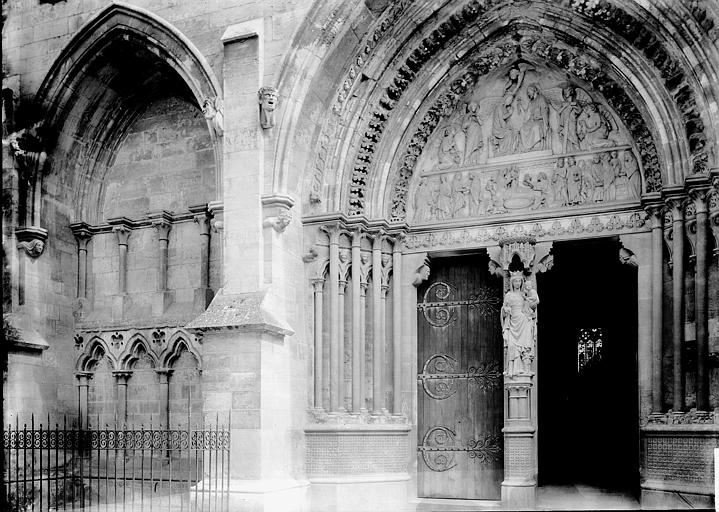
Couronnement de la Vierge (1865), portail ouest de l’église de Notre-Dame des Andelys.

Au Salon de 1865, il également envoyé le bas-relief du Couronnement de la Vierge exécuté dans le style du XIIIe siècle pour le tympan du portail ouest de l’église de Notre-Dame des Andelys. Selon l’usage des sculpteurs de cette époque, il a représenté l’histoire entière de la reine des cieux dans deux panneaux superposés. Dans le panneau inférieur qui s’étend sous la forme d’un parallélogramme, il a retracé les principales phases de la vie de la Vierge : l’Annonciation, la Visitation, l’Adoration des mages et la Circoncision. Le panneau supérieur, de forme ogivale, est entièrement consacré à la scène du Couronnement. Le Christ présente le sceptre à la Vierge ; ce groupe, point central de la composition, est cantonné par des groupes d'anges. À droite, un des anges debout tient la croix ; à gauche, un autre ange debout tient la couronne d’épines, un des instruments de la passion. Les deux autres anges sont agenouillés en adoration et tiennent chacun un encensoir.
On lui doit plusieurs autres bas-reliefs, dont une statue de Saint Louis à Saint-Germain l’Auxerrois à Paris, la statue de La Renaissance, enfin celle de Bernard Palissy, élevée par souscription à Saintes.
Il a participé au chantier du nouvel opéra Garnier avec une œuvre intitulée La Sagesse, statue en plâtre d'une hauteur de 2,5 mètres. 
On lui doit également un Christ à la cour d’assises du tribunal de Maine-et-Loire.
Dans les années 1890, il est élu à l’Académie des beaux-arts d'Angers, en tant que membre non-résident, habitant alors à Paris, où il avait son atelier au 55, rue du Cherche-Midi.
Il meurt le 12 janvier 1904 à Urou-et-Crennes et est inhumé à Paris au cimetière du Montparnasse le 16 janvier,.

## Œuvres dans les collections publiques
Algérie

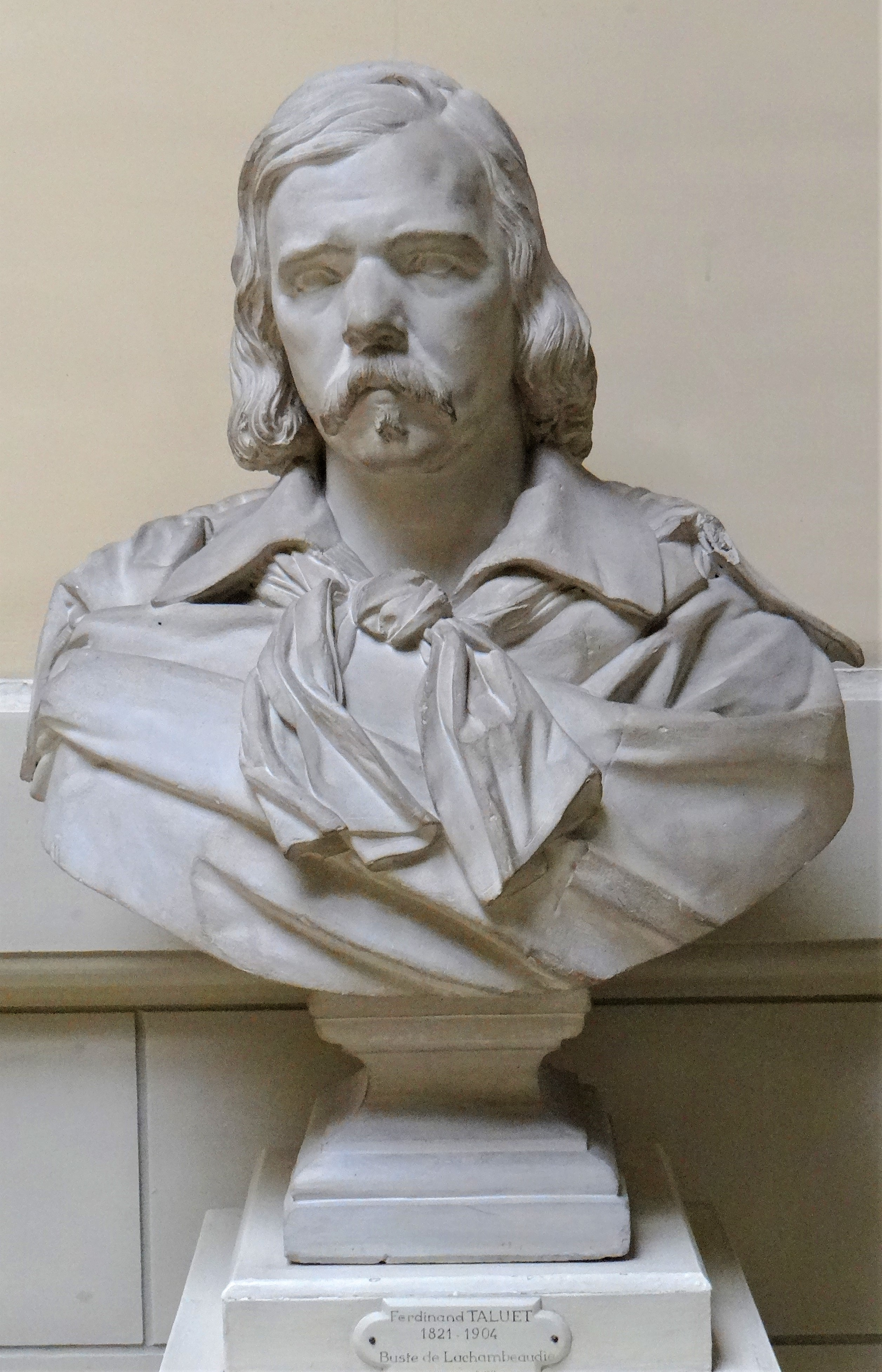
Buste de Pierre Lachambeaudie, Périgueux, musée d'Art et d'Archéologie du Périgord.

- Skikda : Brennus, 1879, statue en marbre d'après le modèle en plâtre exposé au Salon de 1865. Inaugurée le 7 juin 1879 dans le square Carnot à Philippeville, puis déplacée après l'indépendance, la statue mutilée — jambe et bras droit amputés — ornait un jardin public de la rue Zighoud Youcef[11].

France
- Angers, musée des Beaux-Arts :
  - La République française, 1848, statue en plâtre ;
  - Alfred Nettement, 1868, buste ;
  - Allain-Targé, 1886, buste ;
  - Anne Le Fèbvre-Dacier, 1946, statuette en plâtre, œuvre disparue ;
  - Claude Joseph Rouget de Lisle, 1880, statuette ;
  - D'Aguesseau, 1881, buste ;
  - Dante Alighieri, 1848, buste ;
  - David d'Angers, 1878, statue ;
  - Eugène Laplace, buste ;
  - Félix Coquereau, aumônier de la “Belle-Poule”, 1849, deux bustes ;
  - Gustave Heuzé, 1885, buste ;
  - Henri Louis Tolain, 1876, buste.
- Caen, musée des Beaux-Arts : Charlotte Corday, statue en plâtre, Salon des artistes français de 1884, puis Exposition universelle de 1889, œuvre détruite en 1944[12].
- Paris :
  - jardin du Luxembourg : Marguerite d'Anjou, 1877, statue en pierre de la série des Reines de France et Femmes illustres.
  - palais de la Légion d'honneur : Pénélope, statue en marbre blanc.
  - palais du Louvre, Cour carrée : Renaissance, 1861, statue en marbre.
- Périgueux, musée d'Art et d'Archéologie du Périgord : Buste de Pierre Lachambeaudie.
- Saintes, place Bassompierre : Monument à Bernard Palissy, 1868, statue en marbre.

Œuvres de Ferdinand Taluet
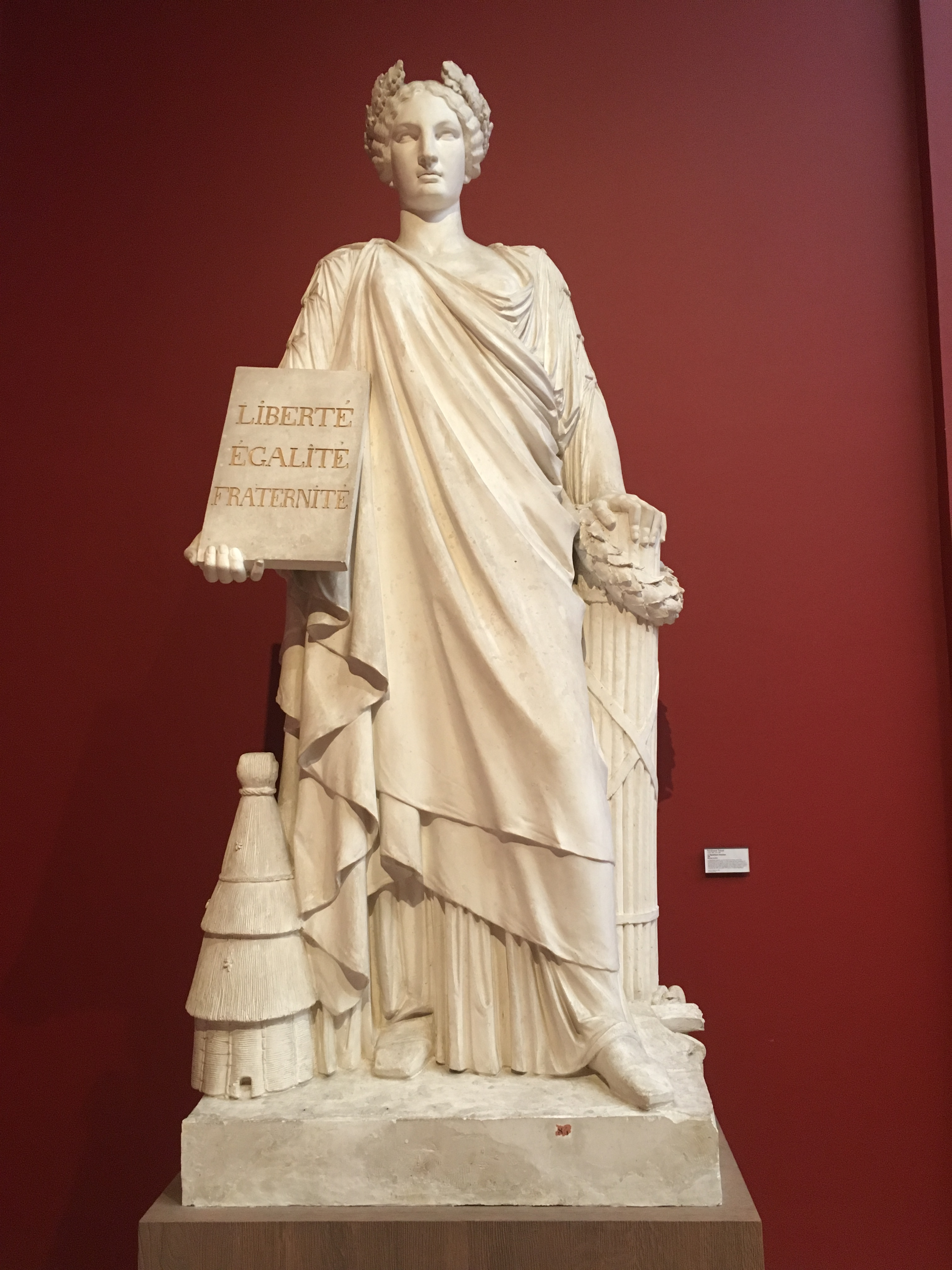
La République française (1848), musée des Beaux-Arts d'Angers.
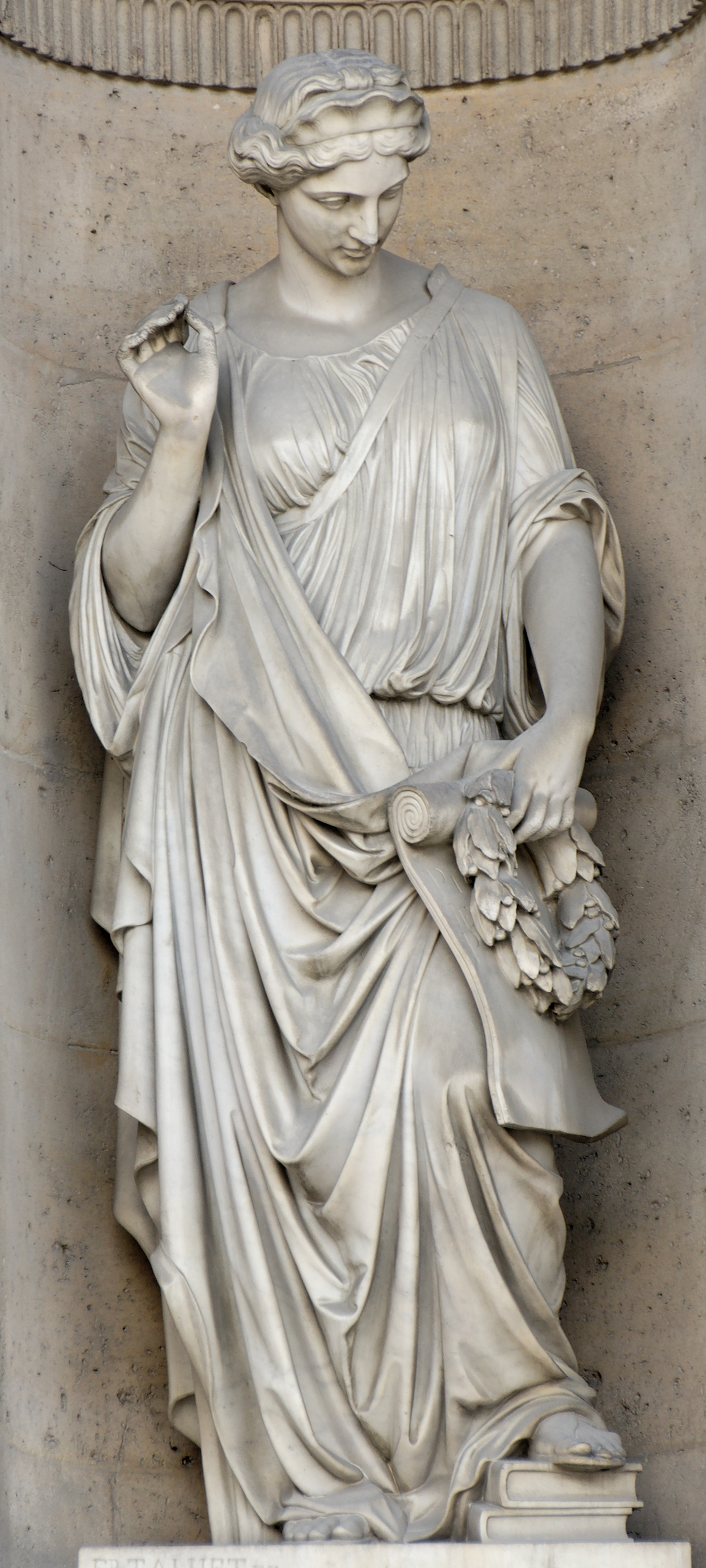
Renaissance (1861), Paris, palais du Louvre, façade sud de la Cour carrée.
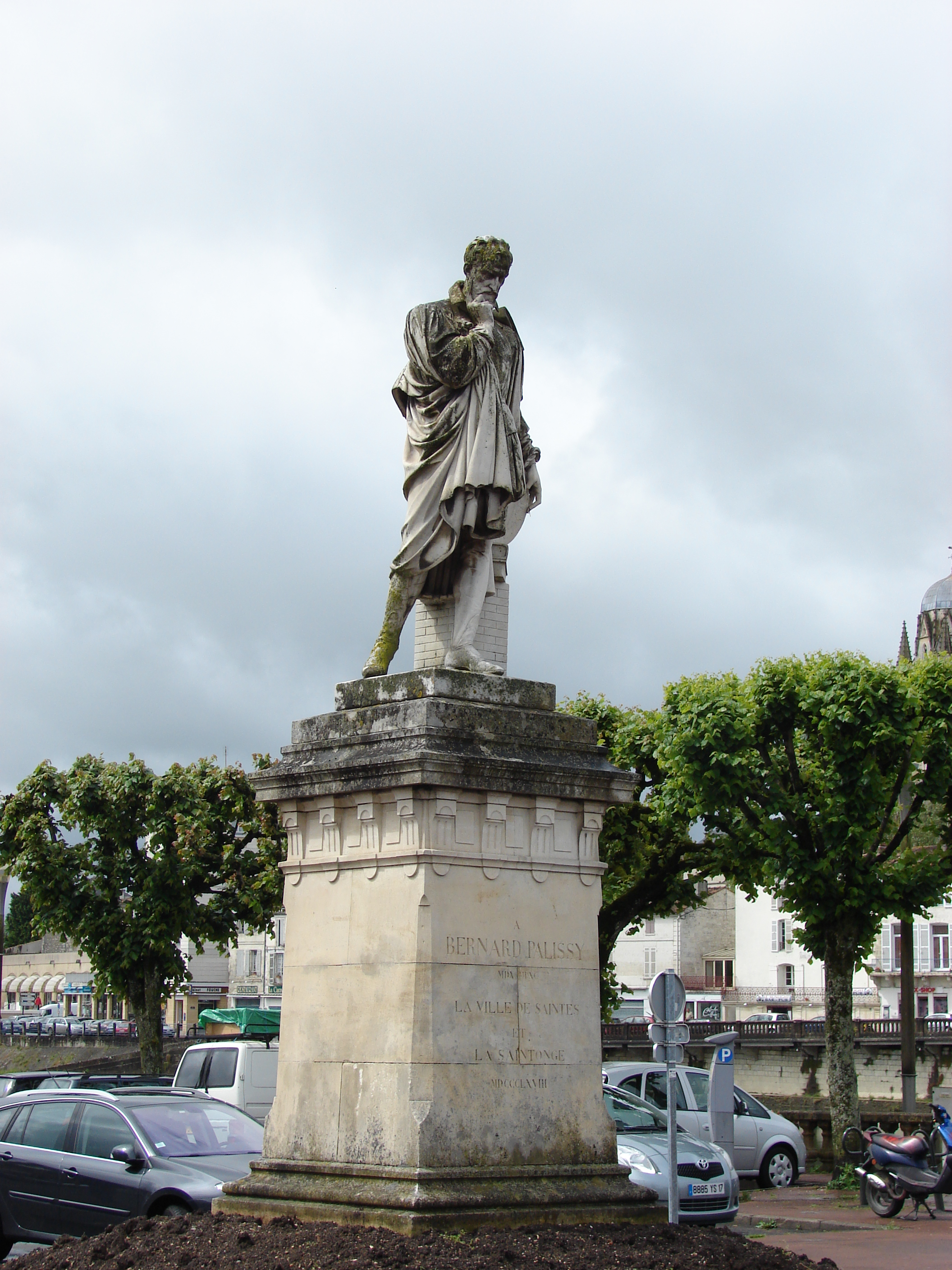
Monument à Bernard Palissy (1868), Saintes, place Bassompierre.
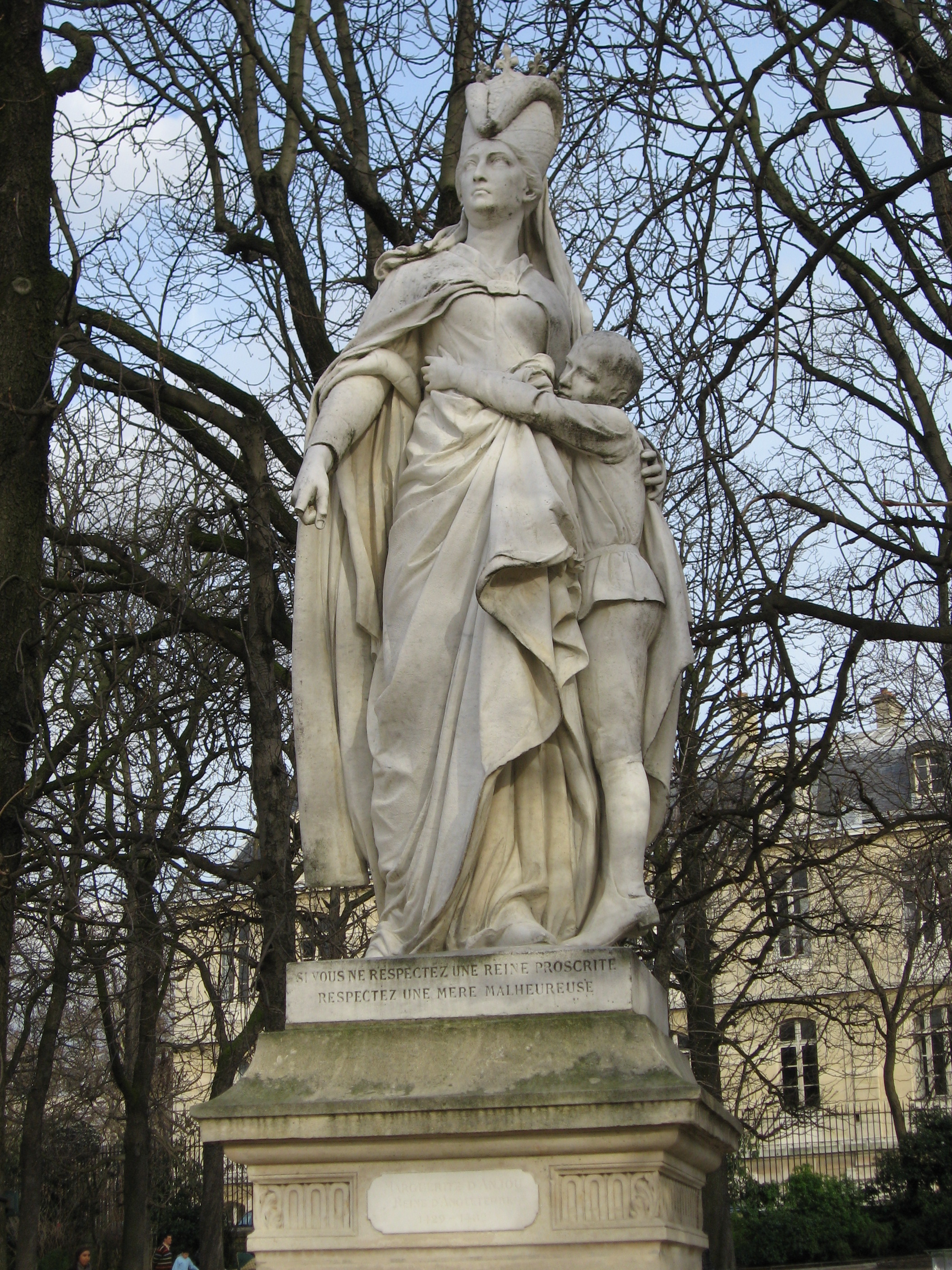
Marguerite d'Anjou (1877), Paris, jardin du Luxembourg.
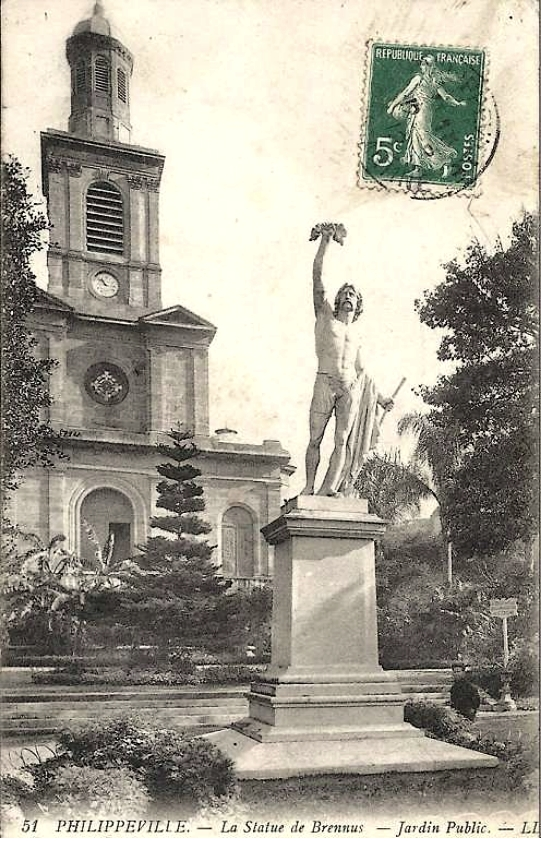
Brennus (1879), Philippeville (Algérie), carte postale vers 1900.